# Dyselachista myosotivora
Dyselachista myosotivora is een vlinder uit de familie van de Heliozelidae. De wetenschappelijke naam van de soort is voor het eerst geldig gepubliceerd in 1937 door Müller-Rutz.